# Закон Украины «О гражданстве Украины»
Закон «О гражданстве Украины» (укр. Про громадянство України; номер — № 2235-III) — закон, принятый Верховной радой Украины 18 января 2001 года для определения правового содержания гражданства Украины, основания и порядка его приобретения и прекращения, полномочия органов государственной власти, участвующих в решении вопросов гражданства Украины, порядка обжалования решений по вопросам гражданства, действий или бездействия органов государственной власти, их должностных и служебных лиц.

## История
8 октября был принят, а 13 ноября 1991 года вступил в силу первый закон «О гражданстве Украины». Этот закон утратил силу 1 марта 2001 года, когда вступил в силу действующий закон Украины о гражданстве.

## Содержание закона
Согласно закону, гражданство Украины — это правовая связь между физическим лицом и Украиной, которая находит своё выражение в их взаимных правах и обязанностях. Оно основано на принципе единого гражданства, то есть исключается возможность существования гражданства
административно-территориальных единиц Украины. Если гражданин Украины приобрёл гражданство (подданство) другого государства или государств, то в правовых отношениях с Украиной он признаётся лишь гражданином Украины. Если иностранец приобрёл гражданство Украины,
то в правовых отношениях с Украиной он признаётся лишь гражданином Украины.
Гражданами Украины являются:
1. все граждане бывшего СССР, которые на момент провозглашения независимости Украины постоянно проживали на территории Украины;
2. лица, независимо от расы, цвета кожи, политических, религиозных и других убеждений, пола, этнического и социального происхождения, имущественного положения, места жительства, языковых или других признаков, которые на 13 ноября 1991 проживали на Украине и не были гражданами других государств;
3. лица, которые прибыли на Украину на постоянное проживание после 13 ноября 1991 и которым в паспорте гражданина бывшего СССР образца 1974 года органами внутренних дел Украины внесена надпись «гражданин Украины», и дети таких лиц, которые прибыли вместе с родителями на Украину и на момент прибытия на Украину не достигли совершеннолетия, если указанные лица подали заявления об оформлении принадлежности к гражданству Украины;
4. лица, которые приобрели гражданство Украины в соответствии с законами Украины и международными договорами Украины.